# Natalia Vega
Natalia Vega, född 2 september 1998, är en amerikansk konstsimmare.

## Karriär
I juli 2023 vid VM i Fukuoka var Vega en del av USA:s lag som tog brons i det tekniska lagprogrammet. I februari 2024 vid VM i Doha var hon en del av USA:s lag som tog brons i det fria lagprogrammet.